# 藍灰鰤鯧
藍灰鰤鯧為輻鰭魚綱鱸形目鯧亞目長鯧科的其中一種，分布於西南太平洋的澳洲及紐西蘭、東南太平洋的智利及西南大西洋的阿根廷海域，棲息深度1-800公尺，體長可達65公分，成魚棲息在大陸棚及大陸坡，幼魚棲息在沿岸海域，屬肉食性，可做為食用魚。